# Isabel Le Brun

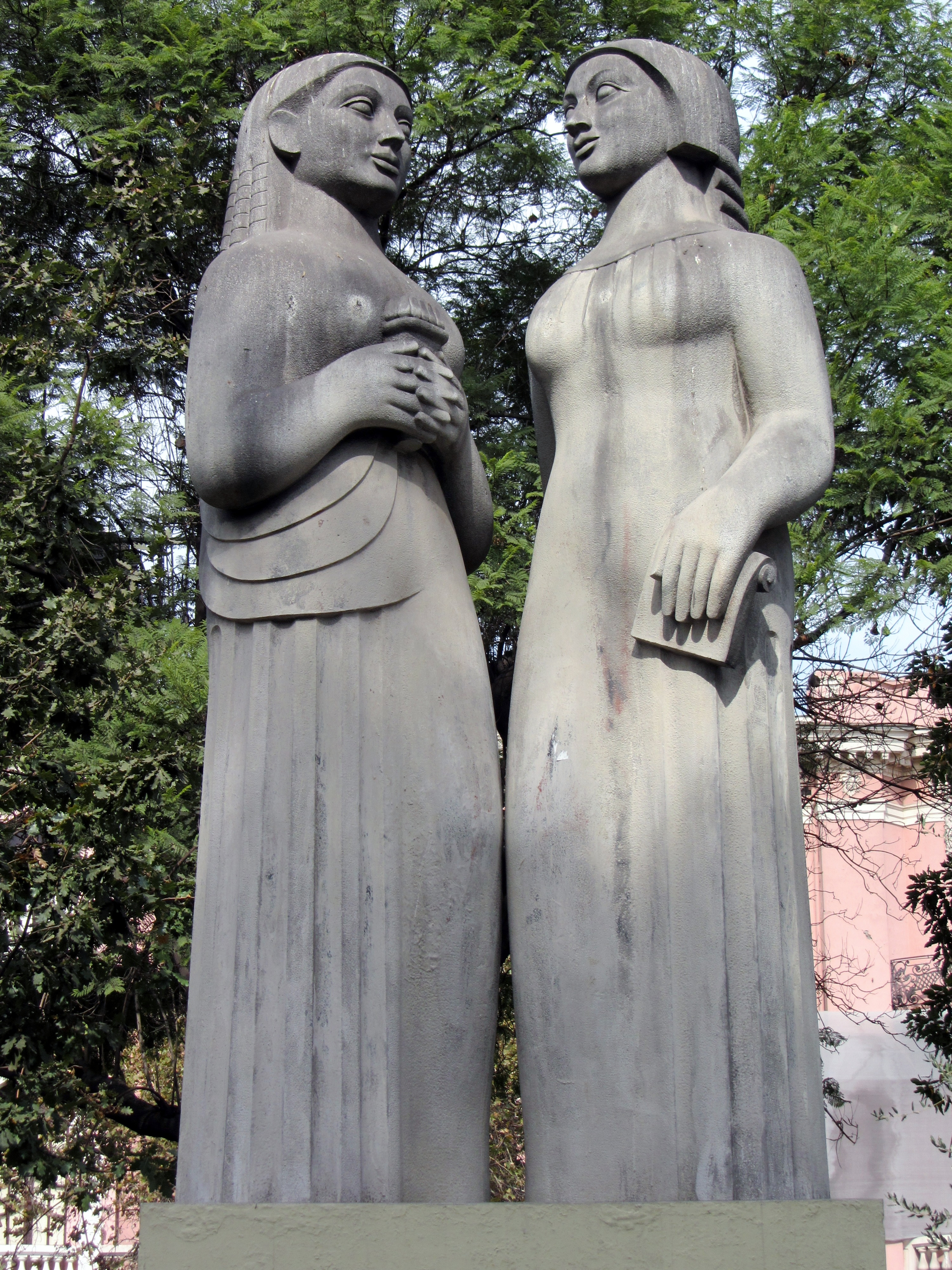
Las educadoras, estatua de Samuel Román a las pedagogas Isabel Le Brun y Antonia Tarragó. Comenzado en 1942, el monumento se inauguró cuatro años más tarde, el 13 de abril de 1946; está ubicado en el bandejón central de la Alameda, frente a la calle Dieciocho, Santiago de Chile.

Isabel Le Brun de Pinochet (San Felipe, Chile, 1845-Santiago, 25 de junio de 1930) fue una educadora chilena que llevó la educación a las mujeres de su país.

## Vida personal
Fue hija del militar francés Estanislao Le Brun y Francisca Reyes, educadora de San Felipe.
Contrajo matrimonio con Marcos Fidel Pinochet Espinosa. Sus hijos fueron Tancredo Pinochet LeBrun, quien fue un intelectual de Chile, y Fidel Pinochet LeBrun.

## Vida pública
En su época, la educación secundaria era limitada y solo disponible a través de escuelas religiosas. Le Brun abrió en Santiago en 1875 una escuela secundaria privada, el Liceo Recoleta, que fue conocida más tarde como Liceo Isabel Le Brun de Pinochet. Esto pavimentó el camino para los establecimientos educacionales estatales para ambos sexos, siendo una de las primeras instituciones que le entregaba a las mujeres el mismo tipo de educación que a los hombres.
Ella no solo impartía educación primaria, sino también secundaria. Esto implicó que al final del segundo año de funcionamiento del colegio, el 1 de diciembre de 1876, decidió enviar al Consejo de Admisión de la Universidad de Chile la nominación de una comisión que validara los exámenes de las alumnas de su institución, lo que significó abrir las puertas de la universidad a las mujeres. En esa solicitud señalaba tres situaciones: la no existencia «de alguna disposición universitaria que reglamente los exámenes de las señoritas que aspiren a garantizar con certificados legales sus aptitudes para optar a grados superiores» ni de un “plan de estudios para señoritas”, pero también Le Brun apelaba a los padres de sus estudiantes que expresaban su inquietud al no poder sus hijas aspirar a estudios universitarios a pesar de sus avances educacionales.
Debido a su presión y gestiones, logró en 1877 una autorización del ministro de Educación Miguel Luis Amunátegui -el decreto Amunátegui- y así se logró que la educación superior quedaba al alcance de las mujeres chilenas.
En abril de 1946 se inauguró el "Monumento a las educadoras", dedicado a ella y Antonia Tarragó, obra realizada por el escultor Samuel Román, ubicada en el bandejón central de la Alameda, frente a calle Dieciocho.